# U-56 (tàu ngầm Đức) (1938)
U-56 là một tàu ngầm duyên hải  Lớp Type II thuộc phân lớp Type IIC được Hải quân Đức Quốc Xã chế tạo trước Chiến tranh Thế giới thứ hai. Những tàu ngầm Type II vốn quá nhỏ để có thể tiến hành các chiến dịch cách xa căn cứ nhà, nên U-56 đã đảm nhiệm vai trò tàu huấn luyện tại các trường tàu ngầm Đức. Được huy động do tình trạng thiếu hụt tàu ngầm sau khi xung đột bùng nổ, nó thực hiện được mười hai chuyến tuần tra tại Bắc Hải và chung quanh quần đảo Anh, đánh chìm ba tàu buôn cùng một tàu chiến phụ trợ với tổng tải trọng 25.783 tấn, trước khi quay trở lại vai trò huấn luyện tại vùng biển Baltic. U-56 bị hư hại nặng bởi không kích tại Kiel vào tháng 3, 1945, và cuối cùng bị đánh đắm trong kế hoạch Regenbogen vào tháng 5, 1945.

## Thiết kế và chế tạo
Phân lớp Type IIC là một phiên bản lớn hơn của Type IIB dẫn trước. Chúng có trọng lượng choán nước 291 t (286 tấn Anh) khi nổi và 341 t (336 tấn Anh) khi lặn); tuy nhiên tải trọng tiêu chuẩn được công bố chỉ có 250 tấn Anh (254 t). Chúng có chiều dài chung 43,90 m (144 ft 0 in), lớp vỏ trong chịu áp lực dài 29,60 m (97 ft 1 in), mạn tàu rộng 4,08 m (13 ft 5 in), chiều cao 8,40 m (27 ft 7 in) và mớn nước 3,82 m (12 ft 6 in).
Chúng trang bị hai động cơ diesel MWM RS 127 S 6-xy lanh 4 thì công suất 700 mã lực mét (510 kW; 690 shp) để đi đường trường và hai động cơ/máy phát điện Siemens-Schuckert PG VV 322/36 tổng công suất 460 mã lực mét (340 kW; 450 shp) để lặn, hai trục chân vịt và hai chân vịt đường kính 0,85 m (3 ft). Các con tàu có thể lặn đến độ sâu 80–150 m (260–490 ft). Chúng đạt được tốc độ tối đa 12 kn (22 km/h) trên mặt nước và 7 kn (13 km/h) khi lặn,  với tầm hoạt động tối đa 3.800 nmi (7.000 km) khi đi tốc độ đường trường 8 kn (15 km/h), và 35–42 nmi (65–78 km) ở tốc độ 4 kn (7,4 km/h) khi lặn.
Vũ khí trang bị bao gồm ba ống phóng ngư lôi 53,3 cm (21 in) trước mũi, mang theo tổng cộng năm quả ngư lôi hoặc cho đến 12 quả thủy lôi TMA. Một pháo phòng không 2 cm (0,79 in) cũng được trang bị trên boong tàu. Thủy thủ đoàn bao gồm 25 sĩ quan và thủy thủ.
U-56 được đặt hàng vào ngày 17 tháng 6, 1937. Nó được đặt lườn tại xưởng tàu của hãng Deutsche Werke tại Kiel vào ngày 21 tháng 9, 1937, hạ thủy vào ngày 3 tháng 9, 1938, và nhập biên chế cùng Hải quân Đức Quốc Xã vào ngày 26 tháng 11, 1938 dưới quyền chỉ huy của Hạm trưởng, Đại úy Hải quân Wilhelm Zahn.

## Lịch sử hoạt động

### 1939
U-56 đã đảm nhiệm vai trò tàu huấn luyện tại các trường tàu ngầm Đức. Được huy động do tình trạng thiếu hụt tàu ngầm sau khi xung đột bùng nổ, nó thực hiện được mười hai chuyến tuần tra tại khu vực Bắc Hải và chung quanh quần đảo Anh. Nó đã đánh chìm ba tàu buôn tổng tải trọng 8.860 gross register tons (GRT) cùng một tàu tàu chiến phụ trợ 16.923 GRT, đồng thời gây hư hại cho một tàu buôn 3.829 GRT nữa.

#### Chuyến tuần tra thứ nhất và thứ hai
Các chuyến tuần tra thứ nhất và thứ hai của U-56 diễn ra tại Bắc Hải mà không bắt gặp mục tiêu nào. 

#### Chuyến tuần tra thứ ba
U-56 rời Kiel vào ngày 23 tháng 10, 1939 cho chuyến tuần tra thứ ba. Đến 10 giờ 00 ngày 30 tháng 10, tại vị trí về phía Tây quần đảo Orkney, nó bắt gặp một lực lượng Hải quân Hoàng gia Anh, và đã luồn qua được hàng bảo vệ gồm tàu chiến-tuần dương HMS Hood và mười tàu khu trục để tiếp cận các thiết giáp hạm HMS Nelson và HMS Rodney. Ở khoảng cách 800 mét, nó phóng ba quả ngư lôi G7e (TII) nhắm vào Nelson, ít nhất hai quả đã đánh trúng mục tiêu nhưng không kích nổ. Sau đó chiếc tàu ngầm phải lặn sâu để né tránh phản công từ các tàu khu trục Anh, rồi quay trở về Kiel vào ngày 13 tháng 11.

#### Chuyến tuần tra thứ tư
Tại vị trí 70 nmi (130 km) về phía Đông Bắc Tyne, U-56 đã gây hư hại cho chiếc Eskdene vào ngày 2 tháng 12. Sang ngày hôm sau, nó đánh chìm chiếc Rudolf tại vị trí 40 nmi (74 km) về phía Đông đảo May, ở cửa sông Firth of Forth.

#### Chuyến tuần tra thứ năm
Chuyến tuần tra tiếp theo của U-56 diễn ra tại phía Nam Bắc Hải mà không bắt gặp mục tiêu nào.

### 1940

#### Chuyến tuần tra thứ sáu, thứ bảy, thứ tám và thứ chín
U-56 không ghi được thành tích nào trong các chuyến tuần tra thứ sáu và thứ bảy. Đến chuyến thứ tám, nó vượt Bắc Hải để đi đến bờ biển phía Tây Scotland về phía Bắc Shetland, rồi tiếp tục đến vùng bờ biển Na Uy, nhưng vẫn không tìm được mục tiêu thích hợp. Sang chuyến tuần tra thứ chín, nó hoạt động tại khu vực phía Bắc quần đảo Hebrides và chung quanh quần đảo Shetland.

#### Chuyến tuần tra thứ mười
Trong chuyến tuần tra này U-56 chuyển sang căn cứ vừa mới chiếm được tại cảng Lorient, bên bờ biển Đại Tây Dương của Pháp. Nó rời Wilhelmshaven vào ngày 29 tháng 6, băng qua phía Tây Ireland và đến Lorient vào ngày 21 tháng 7. 

#### Chuyến tuần tra thứ mười một
U-56 một lần nữa hoạt động gần Ireland khi nó đánh chìm chiếc Boma vào ngày 5 tháng 8 tại vị trí về phía Tây Bắc Malin Head. Năm ngày sau đó, nó đánh chìm chiếc tàu buôn tuần dương vũ trang HMS Transylvania tại vị trí 40 nmi (74 km) về phía Tây Bắc Malin Head.

#### Chuyến tuần tra thứ mười hai
Đang khi băng qua khe GIUK giữa các quần đảo Faroe và Shetland vào ngày 6 tháng 9, U-56 bị tàu ngầm Anh HMS Tribune tấn công tại vị trí 15 nmi (28 km) về phía Đông Bắc St Kilda. Các quả ngư lôi bị trượt khỏi mục tiêu, thậm chí phía Đức cũng không biết đến vụ tấn công này. U-56 đi đến Kiel vào ngày 15 tháng 9.

### 1941 - 1945
U-56 quay trở lại vai trò huấn luyện tại vùng biển Baltic từ tháng 10, 1940 cho đến hết chiến tranh. Tại Kiel, nó bị hư hại nặng do cuộc không kích của Không lực Hoa Kỳ vào ngày 3 tháng 4, 1945, nên được cho xuất biên chế. Theo dự định của kế hoạch Regenbogen, U-56 bị đánh đắm tại Kiel vào ngày 3 tháng 5 tại tọa độ 54°19′B 10°10′Đ / 54,317°B 10,167°Đ, để tránh lọt vào tay lực lượng Đồng Minh. Xác tàu đắm được trục vớt và tháo dỡ sau chiến tranh.

### Tóm tắt chiến công
U-56 đã đánh chìm ba tàu buôn tổng tải trọng 8.860 tấn cùng một tàu tàu chiến phụ trợ tải trọng 16.923 tấn, đồng thời gây hư hại cho một tàu buôn khác:
| Ngày             | Tên tàu          | Quốc tịch              | Tải trọng | Số phận            |
| ---------------- | ---------------- | ---------------------- | --------- | ------------------ |
| 2 tháng 12, 1939 | Eskdene          | United Kingdom         | 3.829     | Bị hư hại          |
| 3 tháng 12, 1939 | Rudolf           | Sweden                 | 2.119     | Bị đánh chìm       |
| 23 tháng 1, 1940 | Onto             | Finland                | 1.333     | Bị đánh chìm (mìn) |
| 5 tháng 8, 1940  | Boma             | Anh Quốc               | 5.408     | Bị đánh chìm       |
| 10 tháng 8, 1940 | HMS Transylvania | Hải quân Hoàng gia Anh | 16.923    | Bị đánh chìm       |